# Fedoróvskoie
Fedoróvskoie (en rus: Федоровское) és un poble de l'óblast de Vladímir, a Rússia, segons el cens del 2010 tenia 151 habitants. Pertany al districte municipal de Iúriev-Polski.